# Colombo (Brazylia)
Colombo – miasto w południowej Brazylii, w stanie Parana, w aglomeracji Kurytyby. W 2009 miasto liczyło ok. 247 tys. mieszkańców. Ośrodek przemysłu metalurgicznego, meblarskiego, chemicznego, ceramicznego i spożywczego.